# Alan Pastrana
Pour les articles homonymes, voir Pastrana.
(en) Statistiques sur pro-football-reference
Charles Alan Pastrana, dit Alan Pastrana, né le 20 novembre 1944 à Annapolis dans l'État du Maryland aux États-Unis et mort le 8 avril 2021, est un joueur de football américain ayant évolué au poste de quarterback et d'origine porto-ricaine.
Il a joué pour les Terrapins de l'université du Maryland de 1965 jusqu'à 1968. Il joue ensuite pendant deux saisons dans la National Football League (NFL), pour la franchise des Broncos de Denver basée à Denver dans le Colorado.